# Pinnaxodes tomentosus
Pinnaxodes tomentosus is een krabbensoort uit de familie van de Pinnotheridae. De wetenschappelijke naam van de soort is voor het eerst geldig gepubliceerd in 1894 door Ortmann.